# Kadri-Ann Lass
Kadri-Ann Lass (ur. 24 listopada 1996 w Tartu) – estońska koszykarka występująca na pozycjach silnej skrzydłowej lub środkowej, reprezentantka kraju, obecnie zawodniczka UNI Győr.
12 lipca 2019 została zawodniczką Wisły Kraków.

## Osiągnięcia
Stan na 27 sierpnia 2020, na podstawie, o ile nie zaznaczono inaczej.

### NCAA
- Uczestniczka rozgrywek II rundy turnieju NCAA (2016)
- Zaliczona do I składu:
  - defensywnego Atlantic 10 (2018)
  - debiutantek Atlantic 10 (2016)
  - turnieju A-10 (2016)

### Reprezentacja
Seniorek
- Wicemistrzyni igrzysk europejskich 3x3 (2019)
- Uczestniczka:
  - kwalifikacji do Eurobasketu (2015)
  - mistrzostw:
    - świata 3x3 (2014  – 13. miejsce)
    - Europy 3x3 (2019 – 18. miejsce)

Młodzieżowe
- Wicemistrzyni:
  - świata 3x3 U–18 (2013)
  - Europy U–18 dywizji B (2014)
- Uczestniczka:
  - mistrzostw:
    - Europy dywizji B:
      - U–18 (2013, 2014)
      - U–16 (2011 – 10. miejsce, 2012)

  - igrzysk olimpijskich młodzieży (2014 – 6. miejsce)
- Zaliczona do I składu Eurobasketu dywizji B (2014)